# Stadtberger Gewerkschaft

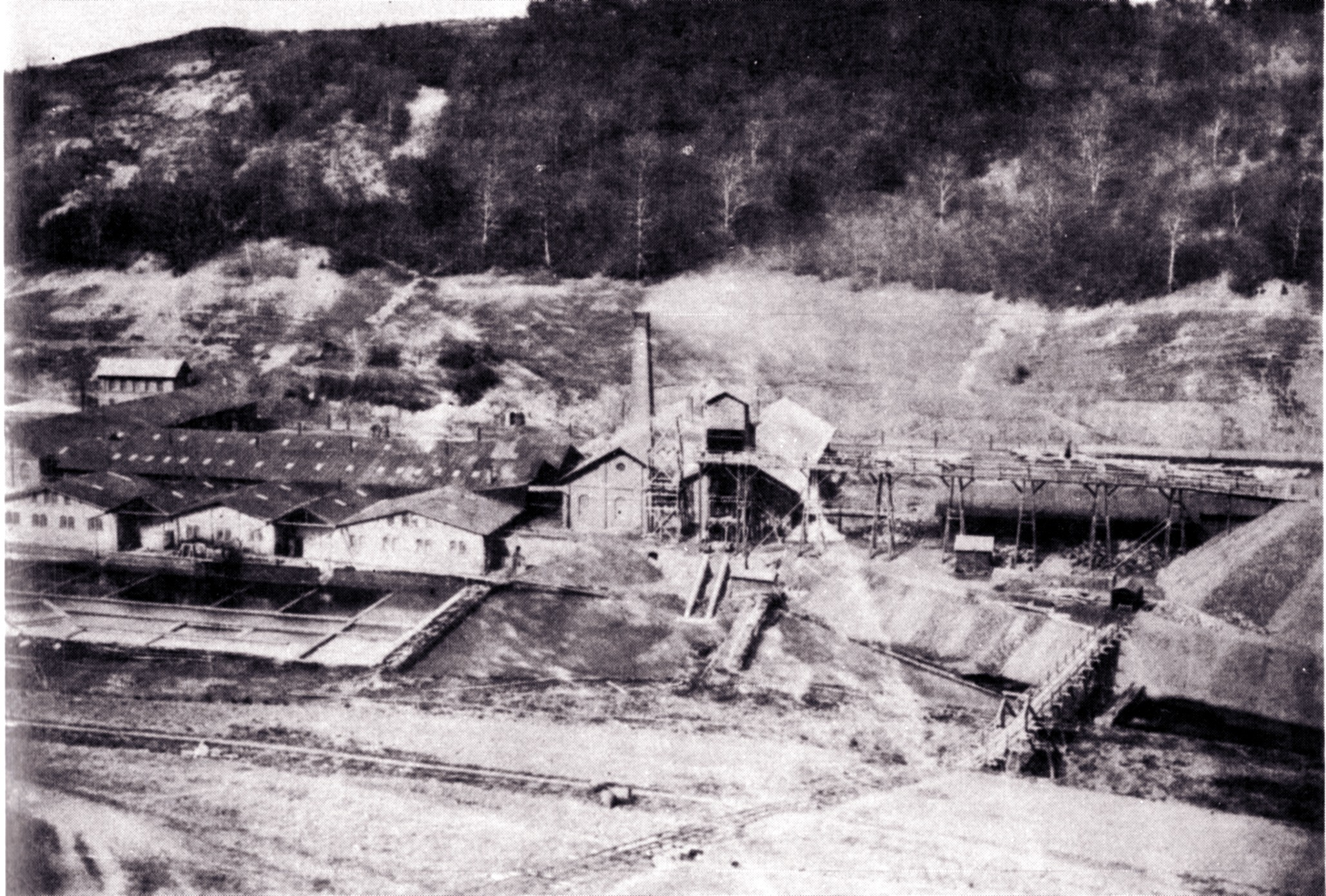
Die mittlere Hütte mit Kupferschmelze und Laugenbetrieb. Im Hintergrund das sogenannte Bethaus in dem sich der Zugang zum Kilianstollen befand

Die Stadtberger Gewerkschaft seit 1872 Stadtberger Hütte AG war ein 1834 gegründetes montanindustrielles Unternehmen zur Förderung von Kupfererz und Produktion von Kupfer in Marsberg. Es bestand bis 1930. Von einem Nachfolgeunternehmen wurde noch einmal zwischen 1935 und 1945 Kupfer produziert. Mit zeitweise mehr als 500 Beschäftigten war das Unternehmen der mit Abstand größte Betrieb im früheren Kreis Brilon. Die Haldenrückstände (Kieselrot) erwiesen sich als eine große Umweltbelastung. Der Kilianstollen des Unternehmens ist heute ein Schaubergwerk.

## Vorgeschichte

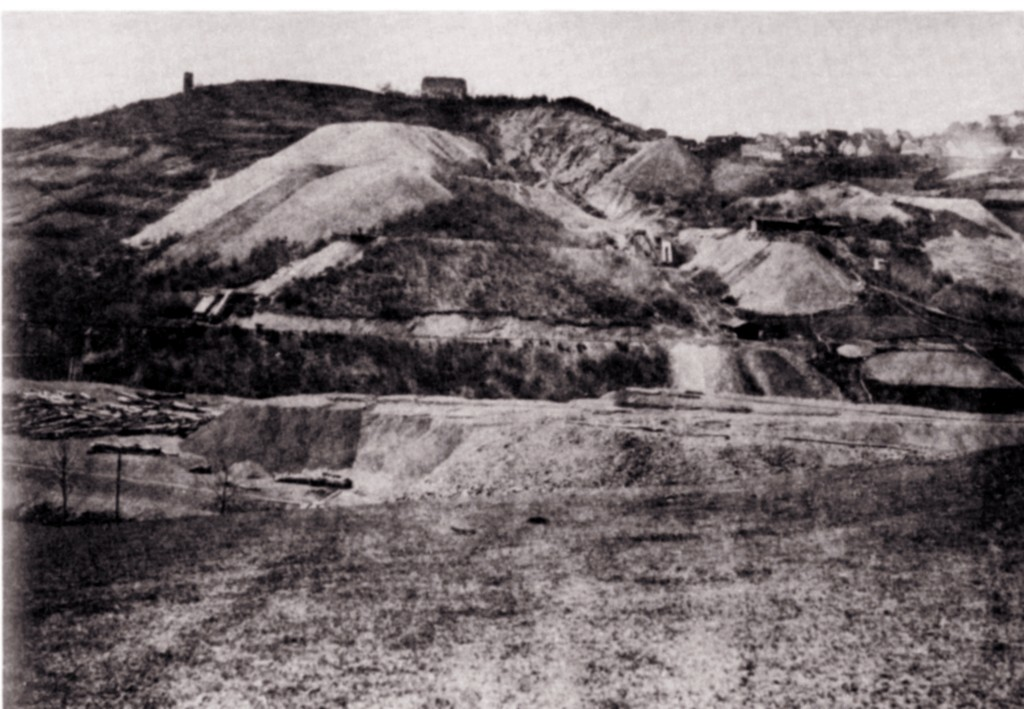
Die Grube Mina am Eresberg wurde 1872 noch als Tagebau betrieben

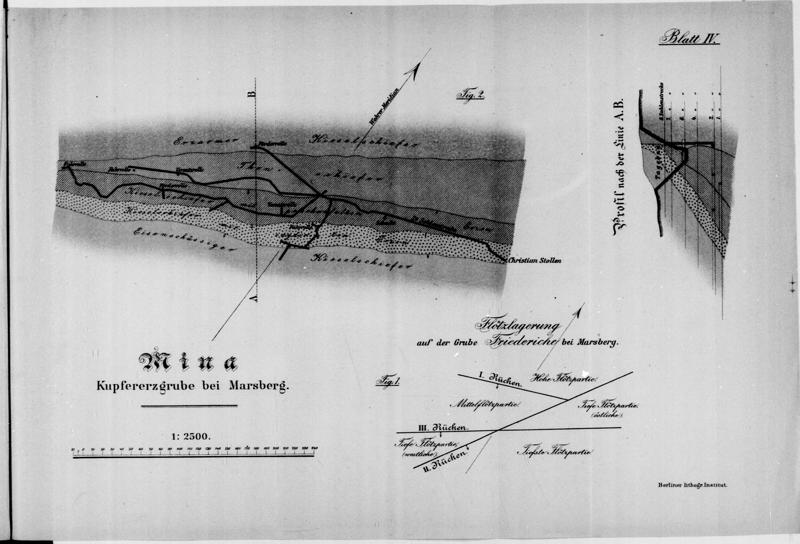
Grubenplan der Grube Mina um 1890

Das Kupfererz rund um Marsberg tritt in den Kupferletten auf. Daneben finden sich unterhalb des Zechsteins in Spalten oder Zerrüttungszonen sekundäre Lagerstätten. Dort haben sich durch Sickerwasser Kupfererze angesammelt.
Die Kupfergewinnung hatte im Raum Marsberg eine lange bis ins Mittelalter zurückreichende Tradition. Schon im 8. Jahrhundert wurde auf den Bergen des Marsberger Stadtgebiets Kupfererz abgebaut und in den Tälern verhüttet. Möglicherweise hatte die Eroberung der Eresburg durch Karl den Großen auch wirtschaftliche Motive. Am Eresberg wurde im 10 bis 13. Jahrhundert Kupfererz gefördert und Kupfer produziert. König Konrad III. verlieh dem Abt Wibald von Corvey 1150 das Recht, bei Horhusen Gold, Silber, Kupfer, Blei und Zinn zu fördern.
Die Erzgewinnung erfolgte in Kleingruben, die von Einzelnen oder Familien im Tagebau ausgebeutet wurden. Es folgten erste kleine in den Berg getriebene Stollen. Seit dem Ende des 16. Jahrhunderts wurden erste Schächte abgeteuft. Nach einer Zeit des Niedergang, erlebte die Kupferproduktion in der frühen Neuzeit einen neuen Aufschwung. Ulrich von Brilon erhielt 1650 die Erlaubnis die Kupferletten „auf der Kunst“ abzubauen. Im Jahr 1660 erwarb Johann Pielsticker das Bergrecht auf dem Jittenberg. In etwa in dieser Zeit entstanden Gewerkschaften. Ihr Kapital erlaubte erst den Übergang zum Tiefbau.
Um Marsberg herum gab es schließlich sechs Kupferhütten und einen Kupferhammer. Seit 1712 wurde das nötige Erz bei Essentho ab 1729 auch bei Borntosten gefördert. Dagegen galten die Vorkommen in Marsberg selbst als erschöpft.
Die ältere Form der Kupfergewinnung beruht auf Ausschmelzen des Kupfers aus dem umgebenden Gesteins in Kupferhütten mittels Holzkohle. Dies war allerdings nur bei einem Kupfergehalt von mindestens 5 % rentabel. Im Jahr 1761 wurde der Bergmeister Kropf von Kurfürst Maximilian Friedrich von Königsegg-Rothenfels mit der Mutung und Verhüttung armer Erze belehnt. Mittels Vergasung mit Hilfe von Schwefelkies und der Abwaschung durch Salzsäure, entstanden Vitriole. Mit Hilfe von Eisen konnte daraus das Kupfer ausgefällt werden. Dadurch konnte auch weniger reichhaltiges Erz genutzt werden.

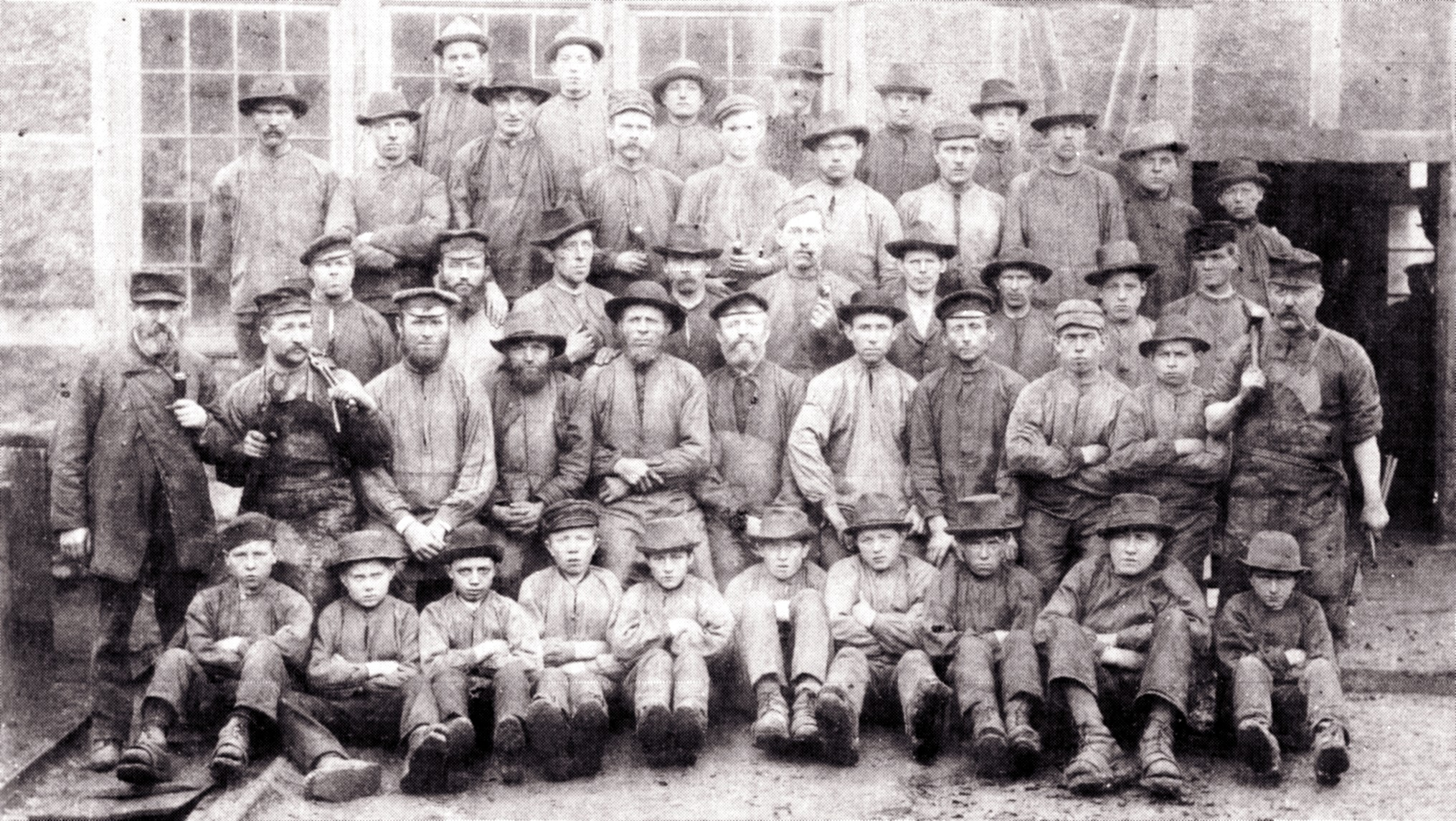
Hüttenleute der Stadtberger Hütte vor der Schlosserei im Jahr 1896. Darunter sind in der untersten Reihe sehr junge Beschäftigte

Ähnlich wie die Eisenproduktion der Umgebung gerieten auch die Kupferhütten Ende des 18. und Anfang des 19. Jahrhunderts in die Krise. Im Jahr 1809 bestanden nur noch zwei Hütten. Der frühere Kupferhammer Maxhammer war zu einem Eisenhammer umgewandelt worden. Die Verhüttung des Kupfererzes war aufgrund des recht geringen Kupfergehalts auf der einen und des hohen und teuren Bedarfs an Holzkohle auf der anderen Seite nur noch wenig lohnend. Ein Großteil der benötigten Holzkohle war bislang aus dem benachbarten Waldeck gekommen. Diese Bezugsquelle fiel aus verschiedenen Gründen aus, so dass die Kupfergewinnung um 1810 ganz eingestellt werden musste. Im Jahr 1818 wurde die Produktion auf Betreiben der neuen preußischen Regierung 1821 und erneut 1831 zwar wieder aufgenommen, aber sie blieb wenig bedeutend.

## Stadtberger Gewerkschaft
| Jahr | Gruben | Hütten | Gesamt |
| ---- | ------ | ------ | ------ |
| 1843 | 93     | 63     | 156    |
| 1844 | 97     | 66     | 163    |
| 1845 | 122    | 72     | 194    |
| 1846 | 134    | 132    | 266    |
| 1859 | 76     | 161    | 237    |
| 1860 | 150    | 266    | 416    |
| 1861 | 233    | 312    | 545    |
| 1862 | 307    | 293    | 600    |
| 1863 | 413    | 226    | 639    |
| 1864 | 414    | 274    | 688    |

Die Lage änderte sich als 1832 die Firma J.D. Hundsdicker aus Altena alle Bergbaurechte rund um Marsberg erwarb. Auf dieser Basis wurde 1834 die Stadtberger Gewerkschaft Aktiengesellschaft gegründet. Sitz des Unternehmens war zunächst Altena. Im Jahr 1834 erwarb Christian Rhodius Mitinhaber der Firma Rhodius aus Linz am Rhein die Stadtberger Gewerkschaft und führte neue Gewinnungsverfahren ein. Das Unternehmen erschloss in den Folgejahren die Grubenfelder Friederike, Oskar und Mina. Dabei wurden von den Talsohlen aus befahrbare Erbstollen in den Berg getrieben. Die bedeutendsten Stollen waren der 1838 angelegte Beuststollen vom Tal der Diemel zur Grube Friederike und der Kilianstollen vom Tal der Glinde zur Grube Oskar (1842). Später wurde noch der Friedrichsstollen zur Grube Mina angelegt. Die Firma kaufte nach und nach alle Grubenfelder auf und vereinigte sie 1859 zum Distriktfeld „Stadtberger Kupferdistrikt.“
Die hohen Investitionen zur Erschließung waren nur durch den Fortschritt bergbaulicher und geologischer Kenntnisse sinnvoll. Anders als früher förderte man nicht das Primär-, sondern das Sekundärerz. Dabei haben die wechselnde Streichrichtung und Verwerfungen des gefalteten Grundgebirges den Abbau erschwert.
Gefördert wurden oxidischer Erze mit einem Kupfergehalt von 1,5–3,5 %. Zur Kupfergewinnung wurde nunmehr ein chemisches Verfahren genutzt. Dabei wurde dem Erz Schwefelsäure zugesetzt. Daraus entstand eine Kupfervitriollösung. Durch Hinzufügen von Eisenschrott wurde daraus unreines Zementkupfer ausgefällt. Die Verarbeitung erfolgte seit 1835 auf der unteren und seit 1845 auf der oberen Hütte. Im Jahr 1857 wurde die sogenannte Mittlere Hütte erbaut. In dieser wurden die armen oxidischen Kupfererze mit Salzsäure versetzt. Auch dabei wurde Zementkupfer gewonnen, dass in einem Wassermantelschachtofen verhüttet und in weiteren Arbeitsschritten chemisch reines Kupfer gewonnen wurde. Auch die Obere Hütte wurde auf dieses Verfahren umgestellt. Zur Vorbereitung musste das Erz mit durch Dampfkraft betriebene Walzwerke zerkleinert werden. Als Grundstoffe für den chemischen Prozess benötigten die Hütten Schwefelkies und Zinkblende. Die Gewerkschaft verfügte dazu über eigene Gruben bei Wulmeringhausen im Ramsbecker Revier. Auch aus dem Schwefelkiesbergbau in Meggen wurden Rohstoffe bezogen.
Wohl auch diese recht günstigen Bedingungen führten dazu, dass im Marsberger Raum 1856 mit der Gewerkschaft Kupferfreund mit Sitz in Unna ein zweites Unternehmen der Branche entstand. Auch dieses erschloss eigene Vorkommen, wurde aber bereits in den 1860er Jahren von der Stadtberger Gewerkschaft erworben. Die Stadtberger Gewerkschaft selbst litt in den 1850er Jahren unter wirtschaftlichen Schwierigkeiten und wurde daher 1856 in eine Aktiengesellschaft umgewandelt.
Die Belegschaft machte 1843 156 Arbeiter aus. Aus 2667 t gewonnenen Erzes wurden 60 t Kupfer hergestellt. Im Jahr 1883 war die Belegschaft 456 Mann stark. Diese verarbeitete 39.389 t Erz und produzierten 510 t Kupfer.

## Stadtberger Hütte AG

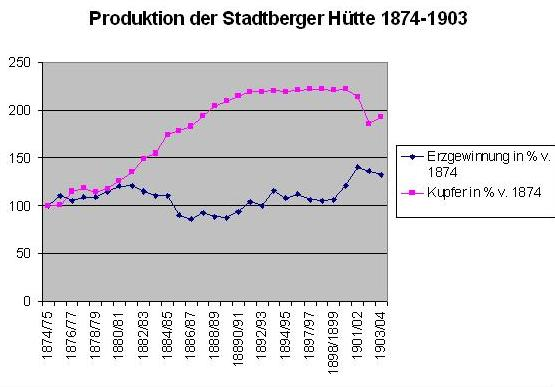
Produktion der Stadtberger Gewerkschaft 1874–1903 in Prozent der Werte von 1874

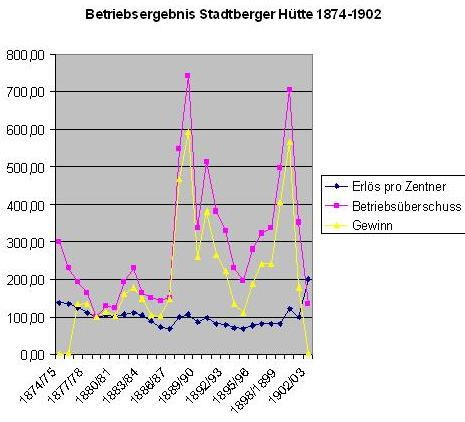
Zusammenstellung der Betriebsergebnisse der Stadtberger Hütte 1874–1902 in Prozent des Ergebnisses des Jahres 1879

Auch durch die Umwandlung in eine Aktiengesellschaft wurden die wirtschaftlichen Probleme des Unternehmens nicht überwunden. Ein Tiefpunkt der Produktion war 1870 erreicht. Die Förderung war von fast 50.000 t 1863 auf nur noch 20.000 t zurückgegangen. Mit der wachsenden Nachfrage insbesondere der Elektroindustrie in den folgenden Jahrzehnten zogen die Preise wieder an und machten den Betrieb weiter lohnend. In den 1880er Jahren wurden wieder 42.000 t Roherze gefördert. Die Produktion an Kupfer stieg von 414 t 1864 auf 735 t 1890.
Im Jahr 1872 kam es zu einer Umgründung der Firma zur Stadtberger Hütte AG. Die neue Gesellschaft erwarb vom Vorgängerunternehmen den gesamten Kupferdistrikt. Dieser reichte von Beringhausen über Korbach nach Wrexen bis Meerhof und wieder nach Beringhausen. Aktionäre waren Basse, Selbe und Thome. Der Schwiegersohn des Letzteren, Dr. Rentzing, amtierte über 40 Jahre als Hüttendirektor und war zeitweise Ehrenamtmann. Das Kapital des neuen Unternehmens lag bei 2,5 Millionen Mark.
Durch den Anschluss an die Obere Ruhrtalbahn (Ruhr-Diemel-Bahn, Dortmund – Schwerte – Arnsberg – Brilon-Wald – Marsberg – Warburg) 1873 erlebte das Unternehmen einen Aufschwung. Im Gegensatz zu den stark unter Konkurrenzdruck des Ruhrgebiets stehenden Eisenindustrie der Region hatten die Produkte der Marsberger Kupferhütte (Rohkupfer und Eisenvitriol) kaum direkte Konkurrenz. Im Gegenteil profitierte die Kupferindustrie von günstigeren Rohstofflieferungen. Auch dank der guten Qualität belieferte das Unternehmen Kunden bis nach Süddeutschland, nach Frankreich und Belgien.
In den 1880er Jahren förderte man in den Stollen zunehmend sulfidisches Kupfererz. Dies machte eine erneute Umstellung des Produktionsprozesses durch mehrfaches Ablaugen mittels Salzsäure nötig. Dadurch war es möglich, auch Erz mit relativ geringen Kupferkonzentration (um 2 %) zu nutzen. Dabei wurde aber nicht alles Kupfer aus dem Gestein gelöst. Die auf Halde liegenden Reste enthielten noch 0,4–0,6 % Kupfer. Man stellte zufällig fest, dass Regenwasser dieses auswusch und fing diese Kupferlösung danach systematisch auf, um mittels Zusatz von Eisenschrott und Feuerraffination auch daraus Kupfer zu gewinnen. Diese aufwändige Prozess hat die Produktionskosten erhöht. Gruben und Hütten wurden durch Grubenbahnen verbunden. Im Bereich der mittleren Hütte gab es neben den sonstigen Hütteneinrichtungen auch Klärsümpfe für die Haldenwässer. Im Bereich der unteren Hütte gab es eine Anlage zur Vitriolproduktion.
Die neuen Produktionsverfahren benötigte günstiges Koks aus dem Ruhrgebiet. Kostensteigerungen in diesem Bereich verteuerten auch die Produkte der Marsberger Kupferindustrie. Gleichzeitig war das Unternehmen abhängig von der allgemeinen Preisentwicklung von Kupfer auf dem Weltmarkt. Insofern war die Produktion stark konjunkturabhängig. Nachteilig wirkte sich der sinkenden Kupferpreis seit Ende des 19. Jahrhunderts aus. Ein Wiederanziehen der Preise verhinderte eine tiefere Krise. Auf längere Sicht entsteht das Bild eines wenig dynamischen Unternehmens.

## Arbeiterschaft

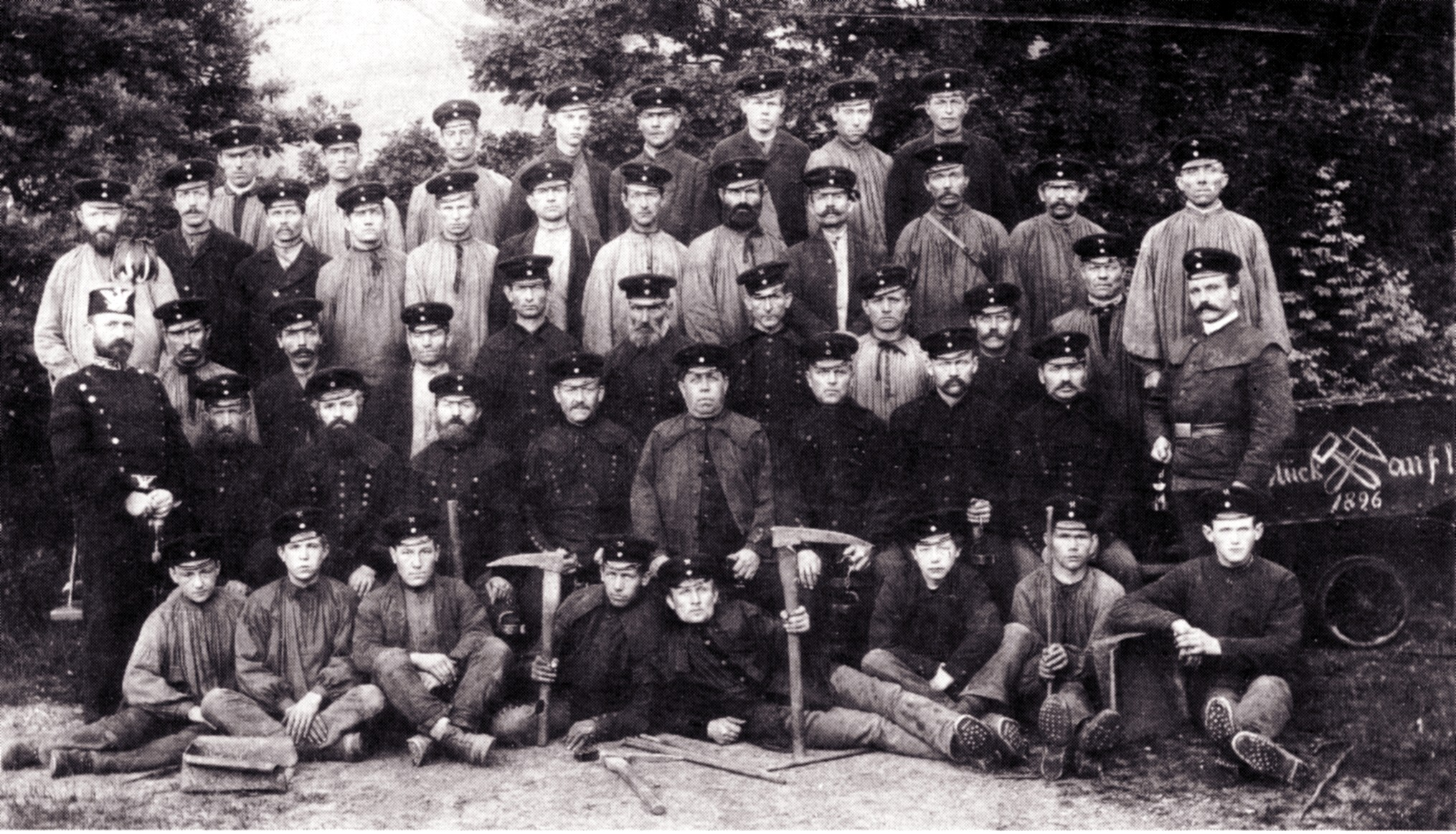
Bergleute der Grube Mina in Bergmannsuniform im Jahr 1896

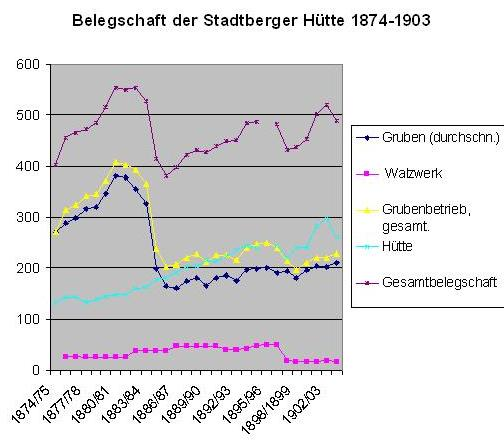
Belegschaft der Stadtberger Hütte 1874–1904

Die Zahl der durchschnittlichen Grubenbelegschaft war zeitweise wechselhaft. Sie schwankte zu Beginn der 1880er Jahre zwischen 340 und 380 Arbeitern. Wegen des Verfalls der Kupferpreise im Jahr 1884 geriet das Unternehmen in eine Krise. Die Grubenbeschäftigten nahmen ab. Ihre Zahl sank bis auf 170 Arbeiter in den Folgejahren ab. Danach blieben die Belegschaftszahlen relativ konstant. Sie lagen bei 190–200 Mann. Von 1908/9 bis 1914 gingen sie geringfügig auf 170–180 zurück. Im Bereich der Hütten nahm die Belegschaft zunächst über einen längeren Zeitraum zu. Ihre Zahl lag 1887/88 bei mehr als 200 Mann. Der Höchststand war 1902/3 mit fast 300 Arbeitern erreicht. Danach ging Zahl zunächst langsam, ab 1910/11 deutlich zurück.
Die Arbeiter stammten überwiegend aus Marsberg selbst und der Umgebung. Mit dem Niedergang des Eisenerzbergbaus im Kreis Brilon war die Marsberger Kupferindustrie eine der wenigen größeren Industriebetriebe im Kreis Brilon. Daher zog der Betrieb Pendelarbeiter aus den Orten der Umgebung an. Die meisten der Beschäftigten besaßen ein eigenes Haus, etwas Vieh und teilweise eine kleine Landwirtschaft. Diese Beschäftigten waren eng mit der ländlichen Gesellschaft verbunden und begannen sich nur allmählich als Arbeiter zu fühlen.
Ein konjunktureller Einbruch 1896 führte zu Lohneinbußen und einer Verringerung der Arbeiterzahlen. Der Unmut kam im Gefolge des großen Bergarbeiterstreiks im Ruhrgebiet 1889 zum Ausdruck. Auch im Marsberger Raum orientierten sich die Berg- und Hüttenarbeiter an diesem Vorbild, legten die Arbeit nieder und stellten Forderungen an die Arbeitgeber. Durch das Entgegenkommen des Unternehmens konnten der Streik rasch beendet werden. Bereits ein Jahr später stellte die Belegschaft erneut Forderungen und reichte die Kündigung ein. Nachdem sich der christliche Bergarbeiterverband 1897 auch gegenüber Mitgliedern außerhalb des Ruhrgebiets geöffnet hatte, schlossen sich diesem auch Bergleute und anfangs auch die Hüttenarbeiter in Marsberg an. Im Jahr 1906 kam es zu einem mehrmonatigen Streik, um die Forderung nach höheren Löhnen durchzusetzen. Der Konflikt wurde verschärft durch antigewerkschaftliche Maßnahmen der neuen Unternehmensleitung.

## Krise und Ende

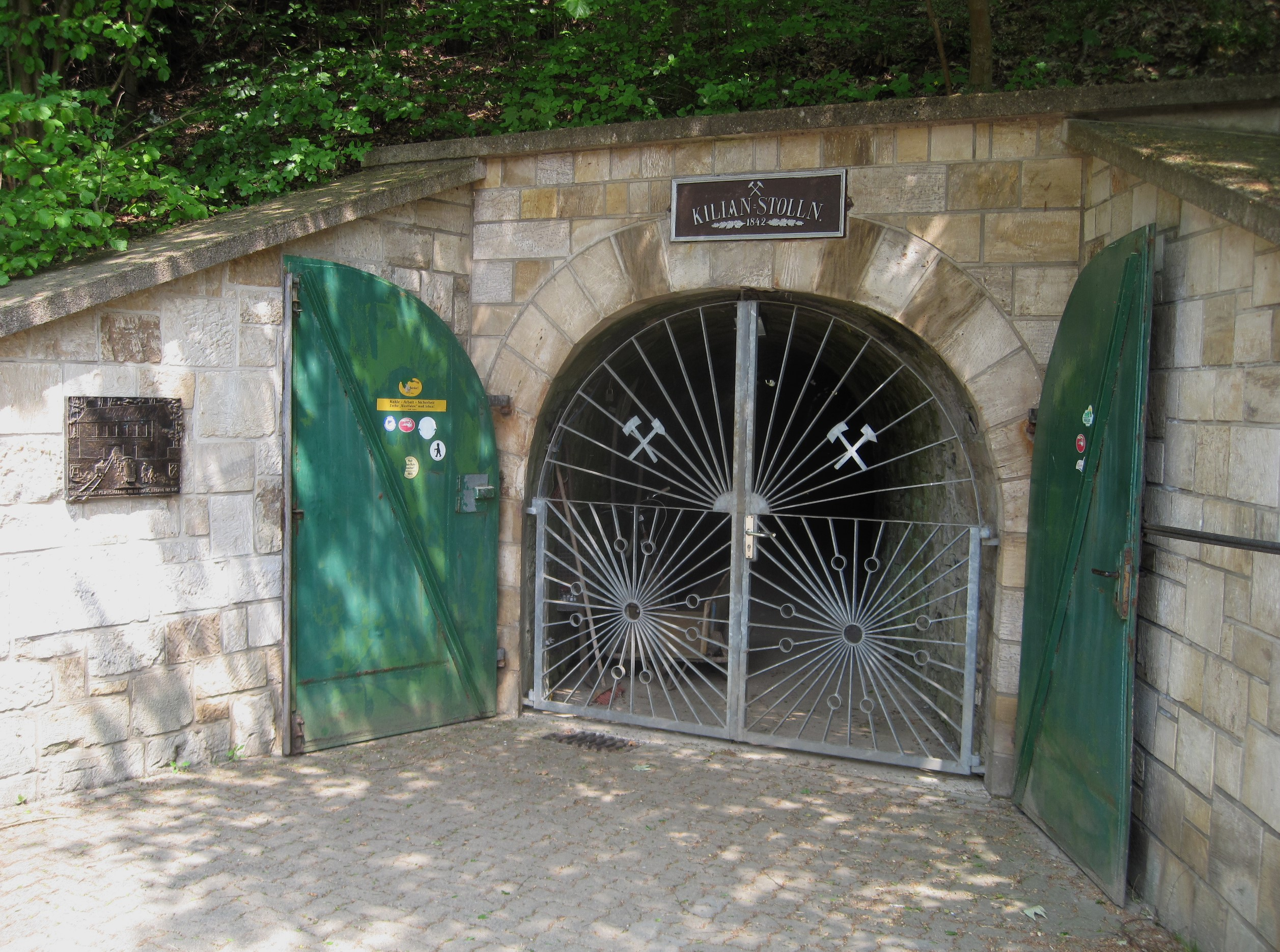
Heutiger Zustand des Mundlochs zum Kilianstollen

Die veralteten Produktionsanlagen und sinkenden Kupferpreise waren dafür verantwortlich, dass das Unternehmen während der Weimarer Republik verschiedentlich die Kupfergewinnung einstellen musste. Insbesondere zwischen 1918 und 1924 wurde die Produktion mehrfach unterbrochen und es wurde immer deutlicher, dass der Betrieb nicht mehr rentabel war. Der Bergbau wurde 1924 vorläufig eingestellt. Durch ein verbessertes Produktionsverfahren konnte die Produktion wieder aufgenommen werden. Im Jahr 1930 wurde vor dem Hintergrund der Weltwirtschaftskrise der gesamte Betrieb eingestellt. Im Rahmen der Autarkiepolitik des Dritten Reiches wurde 1935 die Produktion durch die Vereinigten Deutschen Metallwerke wieder aufgenommen.
Seit 1938 wurde ein neues Produktionsverfahren eingesetzt. Die Erze wurden stark zerkleinert und mit dem Zusatz von 8 % Salz in Drehöfen gebrannt. Das Kupfer konnte danach vom tauben Gestein getrennt werden.
Die Produktion endete am 29. März 1945 nach dem Einmarsch der Alliierten. Befreite zur Arbeit gezwungene Kriegsgefangene und zivile Zwangsarbeiter zerstörten die Betriebsanlagen. Auf einem Teil des Betriebsgeländes siedelte sich 1952 die Glasfabrik Ritzenhoff an. Rechtsnachfolger ist heute die Kupferbergbau Stadtberge zu Niedermarsberg GmbH mit Sitz in Werdohl.
Das seit 1938 angewandte Verhüttungsverfahren hinterließ als Abfallprodukte das sogenannte Kieselrot, das auf Halden gelagert wurde. Diese Reste wurden in den 1950er/60er Jahren gewerblich genutzt und in großen Mengen etwa als Belag für Sport- oder Spielplätze verwandt. Seit Anfang der 1990er Jahre war bekannt, dass diese Schlacken erheblich mit Dioxin belastet waren. In der Folge mussten zahlreiche Sport- und Spielplätze gesperrt und aufwendig saniert werden. Die Sanierung der Halden in Marsberg selbst dauerte bis 2001 an.